# 가자 지구 봉쇄
가자 지구 봉쇄는 이스라엘이 가자 지구에 부과한 이동 및 물품 제한을 하는 것으로, 1990년대 초반으로 거슬러 올라간다. 하마스가 2007년에 집권한 후 이스라엘은 기존의 이동 제한을 상당히 강화하고 가자 지구 내외로의 물품 및 인력 이동을 완전히 봉쇄했다. 같은 해 이집트는 라파 국경 검문소를 폐쇄했다.  봉쇄의 명시된 목적은 가자 지구로의 무기 밀수를 방지하고 하마스에 경제적 압력을 가하는 것이다. 인권 단체는 봉쇄가 필수 물품의 흐름을 제한하고 경제적 어려움을 조장하며 가자 주민의 이동의 자유를 제한하기 때문에 불법이며 집단 처벌의 한 형태라고 불렀다. 육지, 해상, 공중 봉쇄로 가자 지구는 점령된 팔레스타인 영토와 세계로부터 고립되었다. 봉쇄와 그 영향으로 이 지역은 "옥외 감옥"이라고 불리게 되었다.
바다나 비행기로 가자 지구를 출입하는 것은 금지되어 있다. 가자 지구에서 출입하는 국경은 세 곳뿐이며, 그 중 두 곳은 이스라엘이 통제하고 한 곳은 이집트가 통제한다. 이스라엘은 에레즈를 통한 팔레스타인인의 이동을 엄격히 규제하며, 소수의 노동자(2000년에 고려한 수의 5% 미만)와 제한적인 의료 및 인도주의적 이유에 대해서만 신청을 고려한다. 이스라엘은 이집트와의 군사 협력과 인구 등록부를 통제함으로써 라파를 통한 이동에 영향력을 행사할 수 있다. 수입은 엄격히 제한되며, "이중 용도" 품목은 기부 프로젝트의 일부로만 허용된다. 여기에는 건축 자재와 컴퓨터 장비가 포함된다. 수출도 엄격히 제한되며, 가자 지구의 경제 개발을 방해하는 주요 요인은 이스라엘이 이 지구에서 사실상 모든 수출을 금지한 것이다.
이스라엘은 2005~2006년에 가자 지구를 여러 강도로 봉쇄했다. 이스라엘이 강제로 봉쇄를 시행한 것은 1991년이었다. 2007년 하마스가 가자 지구를 장악한 후 이스라엘은 파타와 팔레스타인 자치 정부가 가자 지구에서 도망쳐 더 이상 팔레스타인 측에 안보를 제공할 수 없다는 이유로 무기한 가자 봉쇄를 시행했으며 현재도 그대로 유지되고 있다. 이스라엘은 봉쇄가 팔레스타인의 정치적 폭력과 로켓 공격으로부터 자국을 보호하고 이중 용도 상품이 가자 지구로 유입되는 것을 방지하기 위해 필요하다고 밝혔다.
이스라엘은 다양한 정전 협정에 따라 봉쇄를 완화하거나 해제하라는 구체적인 의무를 위반하거나 이행하지 못했다는 비난을 받고 있다.